# Хутула-хан
Хутула-хан — монгольский правитель, возглавлявший в середине XII века крупное объединение родов, иногда принимаемое современными исследователями за протогосударство «Хамаг монгол улус».
Хутула был сыном правителя Хабул-хана. Хабул перед смертью передал власть своему троюродному брату Амбагай-хану, но в 1156 году Амбагай был схвачен татарами и передан ими властям империи Цзинь, которые казнили Амбагая, прибив его гвоздями к деревянному ослу. Получив известие о смерти Амбагая, монголы собрались на курултай, и избрали Хутулу новым ханом.
Став ханом, Хутула при поддержке своего брата Хадаана объявил войну татарам, чтобы отомстить за Амбагая. Однако несмотря на то, что монголы тринадцать раз сходились в схватке с татарскими вождями Котон-барахой и Чжали-бухой, им не удалось добиться решительного преимущества. Тем временем империя Цзинь, желая покончить с грабежами кочевников, в 1161 году отправила в Монголию большое войско. Объединённое цзиньско-татарское войско полностью разгромило монголов и уничтожило их протогосударство; ни один из трёх сыновей Хутулы уже не был ханом. Новым общемонгольским ханом удалось впоследствии стать лишь сыну племянника Хутулы Есугея — Темуджину.